# Partito Democratico-Repubblicano
Il Partito Repubblicano, tradizionalmente indicato come Democratico-Repubblicano per distinguerlo da quello contemporaneo, è stato un partito politico statunitense, fondato nel 1792 da Thomas Jefferson e James Madison e scioltosi nel 1825.
Divenne presto il partito dominante sulla scena politica statunitense, eleggendo tutti i presidenti dal 1800 fino agli anni venti dell'Ottocento, quando si divise in alcune fazioni, una delle quali divenne l'attuale Partito Democratico e l'altra, dopo una prima trasformazione intermedia, evolse nel moderno Partito Repubblicano, rispetto al quale era posto sul fronte opposto nello schema destra-sinistra pur convivendone importanti aspetti come l’autonomismo.
Il partito si scisse in seguito alle elezioni presidenziali del 1824 in movimento jacksoniano (poi diventato Partito Democratico nel 1828) e nell'effimero Partito Repubblicano Nazionale (a cui succedette il Partito Whig, antesignano del Partito Repubblicano).

## Storia
Il Partito Democratico-Repubblicano fu fondato nel 1792 da Jefferson e Madison in opposizione alle politiche economiche ed estere del Partito Federalista, fondato circa un anno prima dal segretario al Tesoro Alexander Hamilton, durante la presidenza di George Washington.
Jefferson si opponeva al trattato di Londra del 1794 (e quindi alla guerra con la Francia) ed era favorevole invece a buoni rapporti con la Francia prima dell'arrivo al potere di Napoleone. Il suo partito denunciò come incostituzionali molte proposte di Hamilton, e osteggiò, fra il 1796 al 1812, molti provvedimenti dei Federalisti come gli alti dazi doganali, la costruzione di una marina nazionale, le spese militari, l'istituzione di una banca nazionale.
Dopo la sconfitta nella guerra del 1812, tuttavia, molte di queste idee furono abbandonate, e alcuni importanti membri del partito, come Henry Clay, John Quincy Adams e John C. Calhoun, divennero favorevoli alla costruzione di una forte difesa nazionale.

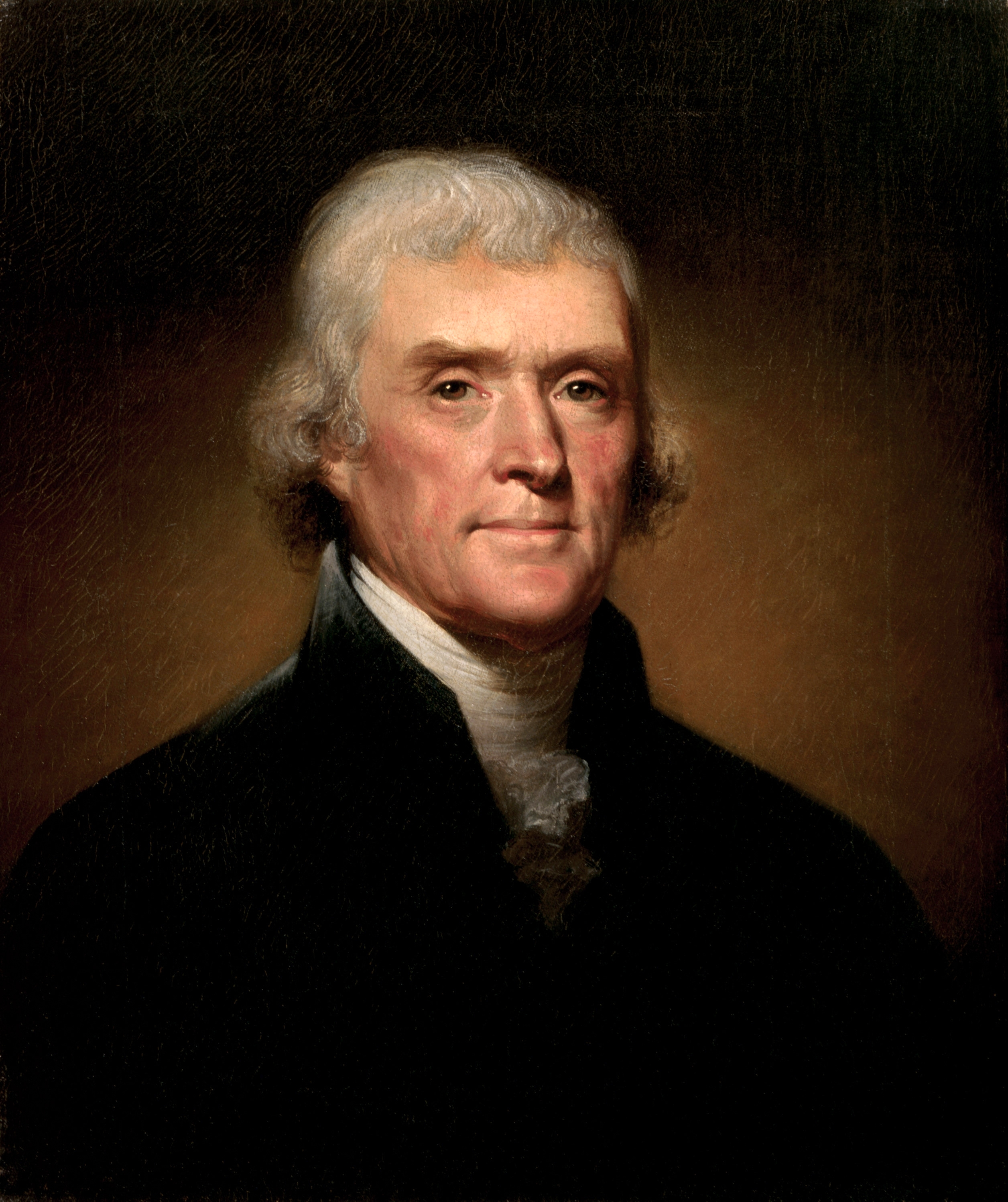
Thomas Jefferson, fondatore del partito insieme a James Madison

I presidenti eletti di questo partito furono Thomas Jefferson (1800 e 1804), James Madison (1808 e 1812), James Monroe (1816 e 1820) e John Quincy Adams (1824).
I democratici-repubblicani curavano gli interessi dei proprietari terrieri (yeoman) della media borghesia piuttosto che quelli di banchieri, industriali, commercianti. Il partito era diviso in alcune correnti. I fedeli jeffersoniani, o "antichi repubblicani", anche detti tertium quids, costituivano l'ala guidata da Jefferson, John Randolph, William H. Crawford e Nathaniel Macon, erano a favore di bassi dazi doganali, affermavano i diritti dei singoli stati rispetto al governo federale, chiedevano una rigorosa e letterale interpretazione della Costituzione e la riduzione della spesa pubblica. Si opponevano all'esercito professionale e di carriera. La corrente dei "repubblicani nazionali", guidata da Henry Clay, John Quincy Adams e John C. Calhoun, era invece favorevole a dazi doganali più elevati, ad una più forte difesa nazionale, e ai "miglioramenti interni" (progetti di opere pubbliche). Dopo che il Partito federalista si sciolse nel 1815, molti ex membri della fazione federalista confluirono nella corrente nazionalista dei Democratici-Repubblicani.
Il partito inventò alcune tecniche organizzative delle moderne campagne elettorali, successivamente adottate anche dai Federalisti e che divennero prassi. Ad esempio, fu particolarmente efficace nella costruzione di una rete di giornali nelle grandi città per trasmettere le proprie dichiarazioni e le proprie politiche comunicative.
Già durante la presidenza di James Monroe, il Partito Federalista era quasi scomparso e i Democratici-Repubblicani erano in pratica l'unico partito. Alle elezioni presidenziali del 1824 si presentarono quattro candidati democratico-repubblicani: Andrew Jackson, Henry Clay, John Quincy Adams e William H. Crawford. Poiché nessuno ottenne la maggioranza assoluta dei grandi elettori, fu la Camera dei rappresentanti a dover eleggere il nuovo presidente, scegliendo Adams, che aveva in partenza meno elettori di Jackson ma che ottenne il sostegno di Clay. Andrew Jackson decise allora di porsi all'opposizione di Adams e Clay e creò una propria fazione, che sarebbe diventata il moderno Partito Democratico già nel 1828, anche se tale denominazione fu adottata ufficialmente solo nel 1844. L'altra fazione, guidata da Adams e Clay, divenne il Partito Repubblicano Nazionale. Questo poi si evolse nel Partito Whig e nel 1854 divenne il moderno Partito Repubblicano, che si coagulò intorno all'idea di abolire la schiavitù.